# アンドレア・ピナモンティ
アンドレア・ピナモンティ（Andrea Pinamonti, 1999年5月19日 - ）は、イタリア・クレス出身のサッカー選手。セリエA・ジェノアCFC所属。イタリア代表。ポジションはFW。

## 経歴

### クラブ
2015年にインテルナツィオナーレ・ミラノの下部組織に入団し、2016年12月8日に行われたUEFAヨーロッパリーグのスパルタ・プラハ戦で先発出場を果たしプロデビュー。2017年2月13日のエンポリFC戦では後半35分に途中出場を果たしセリエAデビューを果たした。
2018年8月17日、フロジノーネ・カルチョへレンタル移籍。
2019年6月30日、ジェノアCFCへ買取オプション付きの期限付き移籍。
2020年9月18日、買い戻しオプションを行使しジェノアCFCからインテルナツィオナーレ・ミラノに復帰を発表。買い戻し金額は2000万ユーロ。
2021年8月25日、エンポリFCに1年間のローン契約で移籍した。2021-22シーズンは、リーグ戦36試合に出場して13ゴールを挙げた。
2022年8月11日、USサッスオーロ・カルチョへ買取義務付きのレンタルで移籍した。2023-24シーズンは、セリエAでこのシーズンのイタリア人選手としては最多の11ゴールを挙げた。
2024年8月16日、買取オプション付きのレンタルでジェノアCFCに4シーズンぶりに復帰した。

### 代表
イタリア代表として世代別代表に選出されている。

## タイトル
インテル・ミラノ
- セリエA: 2020-21